# Moreno Moser
Moreno Moser (Trento, Trentino - Tirol del Sud, 25 de desembre de 1990) és un ciclista italià, professional entre el 2012 i el 2019. Durant la seva carrera esportiva va córrer als equips Cannondale, Cannondale-Drapac, Astana Pro Team i Nippo-Vini Fantini-Faizanè.
És nebot d'Enzo, Aldo i Francesco Moser, i fill de Diego Moser, tots ells antics ciclistes professionals.

## Biografia
En categoria júnior va córrer amb la U.S. Montecorona. Com a amateur ho feu amb l'Arvedi Lucchini Unidelta i el 2012 fitxà pel Liquigas-Cannondale, després que l'estiu de 2011 estigués a prova en el seu filial de categoria continental. La seva primera victòria com a professional fou el Trofeu Laigueglia, el febrer de 2012. Poc després aconseguia el Gran Premi de Frankfurt. El juliol d'aquell guanyà la general de la Volta a Polònia i el 2013 la Strade Bianche.

## Palmarès
- 2008
  - 1r al Tour del País de Vaud i vencedor d'una etapa
  - Vencedor d'una etapa del Giro della Lunigiana
- 2010
  - 1r al Gran Premi Ciutat de Felino
  - 1r al Gran Premi Somma
- 2011
  - 1r al Trofeu Gianfranco Bianchin
  - 1r al Giro del Medio Brenta
  - 1r al Trofeu Ciutat de Castelfidardo
  - 1r al Gran Premi Santa Rita
  - Vencedor de 2 etapes del Baby Giro
- 2012
  - 1r a la Volta a Polònia i vencedor de 2 etapes
  - 1r al Trofeu Laigueglia
  - 1r al Gran Premi de Frankfurt
- 2013
  - 1r a la Strade Bianche
- 2015
  - Vencedor d'una etapa a la Volta a Àustria
- 2018
  - 1r al Trofeu Laigueglia

### Resultats al Tour de França
- 2013. 94è de la classificació general

### Resultats al Giro d'Itàlia
- 2014. 120è de la classificació general
- 2016. 41è de la classificació general

### Resultats a la Volta a Espanya
- 2015. 72è de la classificació general
- 2016. 72è de la classificació general